# Lindesberg
59°35′40.175″N 15°13′27.494″Ø / 59.59449306°N 15.22430389°Ø
Lindesberg er en svensk by, som ligger i Örebro län i Västmanland. Byen ligger ved nordsiden af Lindesjön mellem Bottenån og Lilla Lindesjön, ca. 40 km nord for Örebro. Den er administrationscenter i Lindesbergs kommune og i 2010 havde byen 9.149 indbyggere.
Lindesberg fik bystatus i 1643.

## Galleri
- Lindesberg, ca 1700
- Lindesberg, ca 1870
- Kungsgatan i Lindesberg.
- Turistbureau